# Evas Lehrjahre
Evas Lehrjahre ist ein 1892 erschienener Roman der Kinder- und Jugendbuchautorin Elisabeth Halden, der über 16 Kapitel die Entwicklung der vierzehnjährigen Protagonistin Eva Dietlein verfolgt.

## Inhalt
Eva wächst als Tochter eines wohlhabenden und vielbeschäftigten Baumeisters in der Großstadt Berlin auf. Nach dem frühen Tod der Mutter werden verschiedene Hausangestellte mit der Erziehung von Eva und ihrem Bruder Heinz betraut. Die Nachsichtigkeit der großherzigen Haushälterin resultiert jedoch in einem zunehmend trotzigen Verhalten auf Seiten Evas, die sich den Anweisungen der Erwachsenen erfolgreich widersetzt, sich bedienen lässt und eine besondere Vorliebe für den Konsum nicht altersgerechter Grusellektüre entwickelt. Als der Vater für ein bedeutendes Projekt langfristig verreisen muss, wird Eva der Obhut einer Försterfamilie im Harzgebirge übergeben, die in ihrem Forsthaus junge Mädchen zur hauswirtschaftlichen Ausbildung aufnimmt. Doch alle Versuche, Eva zur Änderung ihres trotzigen und selbstsüchtigen Verhaltens zu bewegen, bleiben zunächst ohne Erfolg. Sie isoliert sich von den anderen Mädchen und als einziger Gefährte bleibt ihr ihr Papagei Koko. Auf dem Höhepunkt ihrer Rebellion läuft sie schließlich davon, scheitert jedoch an dem Versuch, zu Fuß nach Berlin zurückzukehren und verirrt sich im Wald. Dieses traumatische Erlebnis bewirkt ein Umdenken in ihr, sodass sie endlich bereit ist, ihre Fehler einzugestehen und ihr Verhalten zu ändern. In den folgenden Monaten entwickelt sie sich zu einer liebenswürdigen, hilfsbereiten jungen Frau und baut eine tiefe Freundschaft zu den anderen Mädchen im Forsthaus auf. Sie lernt, ihre häuslichen Pflichten wahrzunehmen und die Bedürfnisse anderer über ihre eigenen zu stellen. In familiärer Atmosphäre erlebt sie viele schöne Momente, Ausflüge, Weihnachtsfeiern und Theaterabende, bei denen auch ihr Bruder Heinz ein gern gesehener Gast ist. Doch auch in Zeiten der Trauer gibt die kleine Gemeinschaft einander Halt, besonders als eines der Mädchen infolge einer schlimmen Grippewelle verstirbt. Nach und nach ziehen die Mädchen des Forsthauses schließlich weiter, nehmen eine Anstellung als Hauswirtschafterin an oder heiraten. Zwei Jahre später kann auch der Baumeister endlich seine gereifte und völlig veränderte Tochter Eva in Empfang nehmen, die nun gemeinsam mit ihrer Mentorin Sanna, der Tochter des Försterehepaars, nach Berlin zurückkehrt.

## Motive
Der Roman folgt dem charakteristischen Handlungsschema sowie genretypischen Trotzkopfmotiv des Backfischromans. Eva verkörpert das Idealbild eines Mädchens aus gutbürgerlichen Verhältnissen, leidet jedoch unter dem Verlust der Mutter und der berufsbedingten Abwesenheit des Vaters. Ihr rebellisches Verhalten wird in erster Linie auf einen Mangel an Selbstbeherrschung zurückgeführt, dem eine angemessene Erziehung entgegenwirken soll. „Eva muß eine ganz andere Lebensweise beginnen, du mußt sie streng überwachen und sie zum Gehorsam anhalten“ (Elisabeth Halden: Evas Lehrjahre, S. 25), rät ein Freund des Vaters. Dieser Erziehungsprozess führt zeittypisch üblicherweise, wie auch in Evas Fall, zu einer Akzeptanz und Internalisierung des gesellschaftlich vorgezeichneten Rollenbildes der Frau und der damit verbundenen Verhaltensweisen. Eva erreicht einen solchen Wendepunkt, als sie krankheitsbedingt zu Hause bleiben muss, während die restliche Hausgemeinschaft einen Ausflug macht. Es gelingt ihr, ihr Selbstmitleid zu überwinden und sich stattdessen auf die Vorbereitung eines Festmahls für die Reiserückkehrer zu konzentrieren. Damit stellt sie nicht nur ihre hauswirtschaftlichen Fähigkeiten, sondern auch ein selbstloses Verhalten unter Beweis. Diese Entwicklung von einem rebellischen Kind zu einer verantwortungsbewussten jungen Frau vergleicht Evas Bruder Heinz mit einer Raupe, die sich in einen „liebenswürdigen Schmetterling“ (Elisabeth Halden: Evas Lehrjahre, S. 128) verwandelt.
Der Roman reflektiert somit die ökonomischen und kulturellen Ängste der wilhelminischen Mittelschicht hinsichtlich der Erziehung ihrer jungen weiblichen Mitglieder. Darüber hinaus streift Halden in ihrem Werk auch die sich verändernden sozialen Verhältnisse sowie die wachsende Mobilität junger Frauen. Diese wählen neben dem konventionellen Weg der Ehe zunehmend alternative Lebensentwürfe und erlangen vor allem durch das Ausüben beruflicher Tätigkeiten einen gewissen Grad an finanzieller Unabhängigkeit. In Evas Lehrjahre fungiert besonders die unverheiratete Tochter des Försterehepaars als Vorbild und Mentorin für die Mädchen. Sanna hat ein Lehrerinnenexamen absolviert, mehrere Jahre im englischen Ausland verbracht und ist im Haus ihrer Eltern nun für die Erziehung der Mädchen zuständig. Daneben ist auch eine (ledige) Französin für die sprachliche und handwerkliche Ausbildung der Mädchen verantwortlich. Ihre Schützlinge schlagen später selbst ganz unterschiedliche Wege ein und repräsentieren somit ein, wenn auch noch stark eingeschränktes, Spektrum an Entfaltungsmöglichkeiten für Frauen zur Zeit der Jahrhundertwende. Doch trotz dieses sich andeutenden Umbruchs ist der gesellschaftlich definierte Aufgabenbereich der Frau, ob im beruflichen oder ehelichen Rahmen, auch bei Halden noch primär auf häusliche Pflichten beschränkt. Selbst die verhältnismäßig emanzipierte und unabhängige Sanna erklärt ihrer Schülerin Eva:

„Das Leben und Wirken der Frau steht größtenteils im Dienste des Hauses […] die Liebe heiligt ihr Schaffen. Wo diese nicht ausreicht, da tritt ihre ernstere Schwester, die Pflicht, heran. Wer deren Gebot gehorcht, dem wird auch das Schwere leicht und das Geringe wichtig.“

An diesem Leitbild orientiert sich die Erziehung der Mädchen, die nach wie vor besonders auf ihre zukünftige Rolle als Mutter und Ehefrau oder aber die berufliche Perspektive als Haushälterin ausgerichtet ist.